# 76 mm/62 Super Rapid
76 mm/62 Super Rapid е италианска корабна универсална артилерийска установка калибър 76,2 mm. Разработена е и се произвежда в Италия от компанията OTO Melara. Състои на въоръжение във ВМС на Италия, а също и във ВМС на Нидерландия, Норвегия Дания, Сингапур, Канада. Тя е усъвършенстван вариант на артустановката 76 mm/62 Compact, като се отличава от нея с повишена скорострелност и намалено време за реакция.